# میرزا ابابکر
میرزا ابابکر (۸۱۱-۸۰۱ ق / ۱۴۰۸-۱۳۹۸ م) فرزند میرانشاه تیموری است که پس از مرگ تیمور یکی از مدعیان جانشینی او بود.
میرزا ابابکر حدود سال ۸۰۱ ق / ۱۳۹۸ م، پس از آن که پدرش به سبب افتادن از اسب، دچار نوعی اختلال حواس شد، از سوی تیمور به جای پدر به امارت آذربایجان و گرجستان برگزیده شد. آذربایجان در آن زمان شامل استان‌های آذربایجان شرقی و آذربایجان غربی و اردبیل ایران و همچنین جمهوری آذربایجان و جمهوی ارمنستان و بخش‌هایی از ترکیه فعلی بود.
چون با مرگ تیمور، نواحی تحت نفوذ میرزا ابابکر دستخوش آشوب و اغتشاش بود، برادر میرزا ابابکر - امیر زاده محمد عمر - او را دستگیر و در سلطانیه به زندان انداخت. 

## شکست و مرگ میرزا ابابکر
هرچند پس از مرگ برادر در سال ۸۰۹ هجری میرزا ابابکر از زندان آزاد شد، اما به دلیل هجوم قرایوسف ترکمان و فتح تبریز به دست وی، به گرگان گریخت . عاقبت او در همان‌جا کشته شد. قتل میرزا ابابکر اوایل ۸۱۱ ق / ۱۴۰۸ رخ داد. 